# Manchester City Football Club 1992-1993
Nella stagione 1992-1993 il Manchester City ha partecipato alla FA Premier League, primo livello del campionato inglese. In campionato giunse al 9°. Nella FA Cup e nella Football League Cup venne eliminato rispettivamente al 6º e 3º turno.

## Team kit
Lo sponsor tecnico fu Umbro, il main sponsor fu invece Brother, le divise erano le stesse della stagione precedente.

## Rosa
Rosa della prima squadra
| N. |                        | Ruolo | Calciatore       |
| -- | ---------------------- | ----- | ---------------- |
|    | Inghilterra (bandiera) | P     | Tony Coton       |
|    | Galles (bandiera)      | P     | Martyn Margetson |
|    | Galles (bandiera)      | P     | Andy Dibble      |
|    | Inghilterra (bandiera) | D     | Keith Curle      |
|    | Inghilterra (bandiera) | D     | Andy Hill        |
|    | Inghilterra (bandiera) | D     | Ray Ranson       |
|    | Inghilterra (bandiera) | D     | David Brightwell |
|    | Inghilterra (bandiera) | D     | Ian Brightwell   |
|    | Inghilterra (bandiera) | D     | John Foster      |
|    | Irlanda (bandiera)     | D     | Terry Phelan     |
|    | Paesi Bassi (bandiera) | D     | Michel Vonk      |
|    | Inghilterra (bandiera) | C     | Steve McMahon    |

| N. |                        | Ruolo | Calciatore        |  |
| -- | ---------------------- | ----- | ----------------- |  |
|    | Inghilterra (bandiera) | C     | Paul Lake         |  |
|    | Inghilterra (bandiera) | C     | Garry Flitcroft   |  |
|    | Inghilterra (bandiera) | C     | Mike Quigley      |  |
|    | Inghilterra (bandiera) | C     | Rick Holden       |  |
|    | Inghilterra (bandiera) | C     | David White       |  |
|    | Inghilterra (bandiera) | C     | Peter Reid        |  |
|    | Inghilterra (bandiera) | C     | Fitzroy Simpson   |  |
|    | Scozia (bandiera)      | C     | David Kerr        |  |
|    | Norvegia (bandiera)    | C     | Kåre Ingebrigtsen |  |
|    | Inghilterra (bandiera) | A     | Mike Sheron       |  |
|    | Inghilterra (bandiera) | A     | Adie Mike         |  |
|    | Irlanda (bandiera)     | A     | Niall Quinn       |  |